# Hammerskins
Les Hammerskins (connus aussi sous le nom de Hammerskin Nation) sont un sous groupe skinhead,  de suprémacistes blancs formé à Dallas (Texas) en 1988.
Les Hammer Skins sont un gang de rue américain comptant uniquement des membres blancs, ou « Aryens ». Affiliés au Ku Klux Klan et au Parti nazi américain (ANP), ils prennent part aux rassemblements anti-étrangers et manifestations racistes, mais également à des manifestations comme la Gay Pride ou les manifestations égalitaires. D'après la police, ces actes auraient causé la mort de plusieurs dizaines de personnes rien que dans la région de Philadelphie.[réf. nécessaire] Leurs activités ne se limitent pas qu'à des saccages passagers ou des insultes xénophobes, mais également au meurtre, certains allant jusqu'à louer leurs services pour des attentats. Les Hammerskins de Chicago ont particulièrement fait parler d'eux lors de l'élection présidentielle de 2008. Craignant que Barack Obama ne devienne le premier président noir des États-Unis, ils montèrent plusieurs opérations afin de l'assassiner avant qu'il ne se retrouve à la Maison-Blanche. Toutes ces opérations étaient menées conjointement avec d'autres groupements suprématistes, sous la direction du Ku Klux Klan, qui menait les opérations grâce à son soutien financier et son important nombre de membres ou de sympathisants. Leur nom ainsi que leur logo (deux marteaux rouges et noirs croisés) font référence à une scène du film Pink Floyd: The Wall (bien que la scène original condamne les actions des néo-nazis utilisant ce symbole). Cette mouvance compte aujourd'hui plus de 100 000 membres, répartis entre l'Europe et les États-Unis.
La Hammerskin Nation prône une idéologie néonazie et raciste. Elle est présente en Allemagne, au Portugal, en Angleterre, en Australie, au Canada, en Espagne, en France, aux Pays-Bas, en Suisse et en Nouvelle-Zélande. En Allemagne et en Suisse, elle fédère les skinheads sous la bannière hitlérienne et entend faire passer leur message par la violence.[réf. nécessaire]

## En France
Depuis 2024, la branche française des Hammerskins, Hammerskins France, organise le festival de national socialist black metal Call of Terror.